# Ringpark Dichterswijk

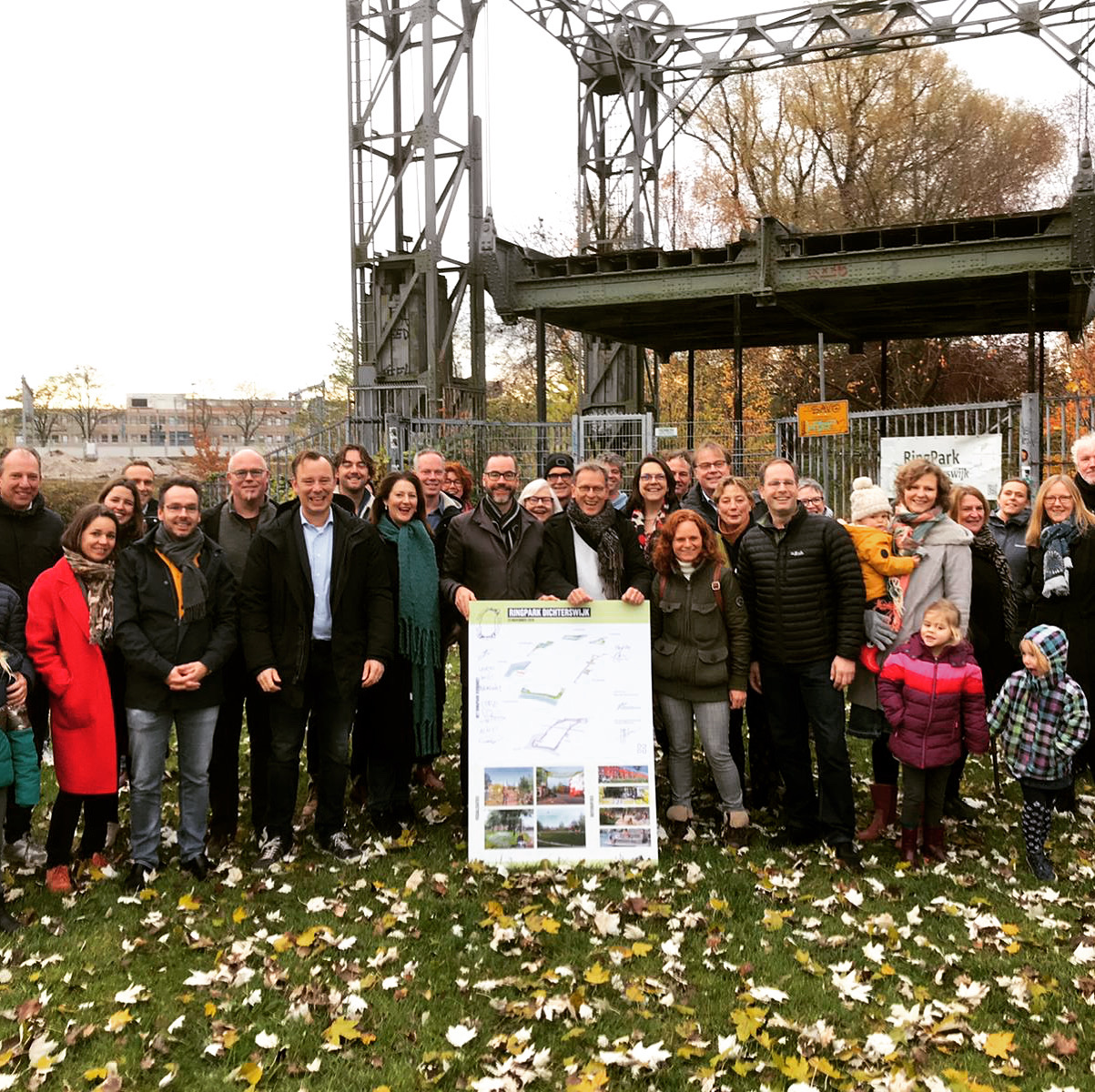
Opening van het Ringpark op 23 november 2019

Het Ringpark Dichterswijk is een park in de Dichterswijk in de stad Utrecht.
Het Ringpark vormt een wandelroute van ca. 3 km en verbindt de groengebieden van de Kruisvaart, Trimbos, Brederoplein, Heycopplein, Heycopplantsoen, Merwedekanaaloever, Veilinghaven en Hefbrug park met elkaar. Het park is een van de 'groene ommetjes' in de gemeente Utrecht.

## Geschiedenis
Het Ringpark bestaat sinds de ingebruikname van het trekpontje over de Kruisvaart in 2018. 23 november 2019 is het Ringpark officieel geopend door wethouder Klaas Verschuure.
In 2014 is het Ringpark ontstaat als buurtinitiatief door drie landschapsarchitecten die in de Dichterswijk wonen. Zij hebben een inrichtingshandboek gemaakt. Dit plan is met steun van de gemeente Utrecht verder uitgewerkt, met als resultaat: een aantrekkelijke route door de wijk die het water van de Kruisvaart (langs het spoor) verbindt met het water van het Merwedekanaal.

## Deelgebieden
Het park bestaat uit een aantal deelgebieden met elk een eigen karakter:
- Kruisvaartkade
- Trimbostuin
- A.M. van Schurmanstraat/Brederoplein
- Heycopstraat
- Heycopplantsoen
- Merdewekanaaloever
- Veilinghaven
- Kruisingen met de Croeselaan
- Hefbrugpark